# Дубянский, Василий Павлович
Василий Павлович Дубянский (1892—1980) — гвардии генерал-майор Советской Армии, участник Первой мировой, Гражданской и Великой Отечественной войн.

## Биография
Василий Павлович Дубянский родился 29 декабря 1891 года (по новому стилю — 11 января 1892 года) в городе Смоленске. В 1915 году был призван на службу в Российскую императорскую армию. Участвовал в Первой мировой войне в составе частей Юго-Западного фронта. В 1917 году окончил Псковскую школу прапорщиков. Участвовал в событиях Февральской революции, во время которых разоружал батальон генерала Иванова на станции Псков. Позднее, в дни июньского наступления 1917 года, успешно проводил агитацию среди личного состава своего полка, в результате чего тот отказался идти в атаку. После роспуска старой армии Дубянский вернулся в Смоленске. В сентябре 1918 года добровольцем поступил на службу в Рабоче-Крестьянскую Красную Армию. Участвовал в боях Гражданской войны против войск Н. Н. Юденича, польских частей, подавлял Кронштадтский мятеж. В боях был контужен.
После окончания войны Дубянский продолжал службу в Красной Армии. Служил на штабных и командных должностях в различных стрелковых частях. В 1930 году окончил курсы «Выстрел». С ноября 1931 года — на преподавательской работе. Преподавал тактику в Ленинградской военно-теоретической школе лётчиков, затем в Военно-политической академии имени Н. Г. Толмачёва. В 1932—1934 годах был начальником курса, руководителем кафедры тактики и кафедры военной организации, мобилизации и тыла Военной академии механизации и моторизации имени И. В. Сталина. В 1935 году окончил академические курсы усовершенствования командного состава при этой же академии и получил назначение на должность начальника тактического цикла Ленинградских бронетанковых курсов усовершенствования командного состава. В 1939 году заочно окончил Военную академию имени М. В. Фрунзе. Участвовал в польском походе, будучи начальником штаба 24-й танковой бригады Киевского особого военного округа. С июля 1940 года являлся заместителем командира 7-й моторизованной дивизии 8-го механизированного корпуса, дислоцировавшегося в городе Дрогобыче Украинской ССР. Здесь его застало начало Великой Отечественной войны.
В первые военные дни Дубянский был откомандирован в распоряжение Дрогобычского облисполкома, занимался эвакуацией материальных ценностей, топлива и военного имущества в глубь страны. В дальнейшем вернулся к занимаемой перед войной должности. Участвовал в боях под Киевом и Каневом. В августе 1941 года Дубянский был назначен заместителем начальника оперативного отдела штаба 38-й армии. Под его руководством осуществлялся отход войск за Днепр под Черкассами и организовывалась оборона переправ. С сентября 1941 года — в Инспекции Наркомата обороны СССР. В марте 1942 года был назначен начальником штаба 8-го воздушно-десантного корпуса, который в августе того же года был преобразован в 35-ю гвардейскую стрелковую дивизию. Дубянский занял в ней должность заместителя командира. 11 августа 1942 года дивизия прибыла под Сталинград. Находясь в составе 62-й армии, она приняла активное участие в тяжелейших боях под Котлубанью. Когда погиб командир дивизии генерал В. А. Глазков, Дубянский занял его должность. Под его командованием части дивизии, понесшие большие потери, держали оборону на городской окраине, обороняли Минино и Ельшанку. К исходу сентября 1942 года в строю остались всего около 300 бойцов и командиров, и она была отведена в тыл на переформирование. Через некоторое время Дубянский тяжело заболел и до конца года лечился в московском госпитале.
С января 1943 года служил в Южно-Уральском военном округе, командовал 4-й учебной бригадой, затем был заместителем по военно-учебным заведениям командующего округом. С ноября 1943 года возглавлял штаб Орловского военного округа. После окончания войны продолжал службу в Советской Армии. С декабря 1946 года возглавлял Воронежское суворовское военное училище. В июле 1954 года был уволен в запас. Проживал в Воронеже. Умер 3 февраля 1980 года, похоронен на Коминтерновском кладбище Воронежа.

## Награды
- Орден Ленина (21 февраля 1945 года);
- 3 ордена Красного Знамени (2 декабря 1942 года, 3 ноября 1944 года, 24 июня 1948 года);
- Орден Отечественной войны 2-й степени (12 ноября 1943 года);
- Орден Красной Звезды (28 октября 1967 года);
- Медали «За оборону Москвы», «За оборону Сталинграда» и другие медали;
- Наградное оружие.